# San Michele di Ganzaria
San Michele di Ganzaria là một đô thị ở tỉnh Catania trong vùng Sicilia, có khoảng cách khoảng 130 km về phía đông nam của Palermo và cách khoảng 60 km về phía tây nam của Catania. Tại thời điểm ngày 31 tháng 12 năm 2004, đô thị này có dân số 4.343 người và diện tích là 25,6 km².
San Michele di Ganzaria giáp các đô thị: Caltagirone, Mazzarino, Piazza Armerina, San Cono.